# Empoasca merredinensis
Empoasca merredinensis är en insektsart som först beskrevs av Oswald Beltram Lower 1952.  Empoasca merredinensis ingår i släktet Empoasca och familjen dvärgstritar. Inga underarter finns listade i Catalogue of Life.